# Spoorlijn Plouaret - Lannion
De spoorlijn Plouaret - Lannion is een Franse spoorlijn van Plouaret naar Lannion. De lijn is 15,9 km lang en heeft als lijnnummer 446 000.

## Geschiedenis
Het lijn werd geopend door de Compagnie des chemins de fer de l'Ouest op 13 november 1881. Sinds 1991 is het goederenvervoer opgeven en is de lijn alleen nog maar in gebruik voor reizigerstreinen. 

## Treindiensten
De SNCF verzorgt het personenvervoer op dit traject met TGV en TER treinen.
| Serie    | Treinsoort | Route                                                                                              | Bijzonderheden                  |
| -------- | ---------- | -------------------------------------------------------------------------------------------------- | ------------------------------- |
| TGV 8600 | TGV (SNCF) | Paris-Montparnasse – Massy TGV – Le Mans – Laval – Rennes – Saint-Brieuc – [ Brest ] / [ Lannion ] |                                 |
| P 9      | TER (SNCF) | Lannion – Plouaret-Trégor – Morlaix – Landerneau – Brest                                           | Een trein per dag vanaf Lannion |
| P 10     | TER (SNCF) | Saint-Brieuc – Guingamp – Plouaret-Trégor – Lannion                                                |                                 |

## Aansluitingen
In de volgende plaatsen is of was er een aansluiting op de volgende spoorlijnen:
Plouaret-Trégor
RFN 420 000, spoorlijn tussen Paris-Montparnasse en Brest
Lannion
RFN 446 506, havenspoorlijn Lannion

## Elektrische tractie
De lijn werd in 2000 geëlektrificeerd met een spanning van 25.000 volt 50 Hz. 